# Weckt die Toten / Verehrt und Angespien
Weckt die Toten / Verehrt und Angespien – pierwszy box set niemieckiej grupy folk metalowej In Extremo.

## Albumy wchodzące w skład box setu
- Weckt die Toten! (1998)
- Verehrt und Angespien (1999)
- Bonus CD (2001)
  - Merseburger Zaubersprüche (Radio Mix)
  - Merseburger Zaubersprüche (Remixed By Dreizack / Turnstyle)
  - Ai vis lo lop (Vocal Remix)
  - Ai vis lo lop (Instrumental Remix)